# Collada del Comú
La Collada del Comú és un coll a 1.215,5 m. alt. del terme municipal de Sant Esteve de la Sarga, al Pallars Jussà.
Passava per aquest coll l'antic camí ral que enllaçava el Pla de Lleida amb les comarques dels dos Pallars i la Ribagorça. És al sud-oest del poble de Sant Esteve de la Sarga i del Coll de Fabregada. És a l'extrem de llevant del Cingle de Lledó, molt a prop de la Cova Negra del Cingle de Lledó.